# Thomas Eakins
Thomas Cowperthwaite Eakins, né le 25 juillet 1844 à Philadelphie et mort dans la même ville le 25 juin 1916, est un peintre, sculpteur et photographe américain, associé au courant moderniste du réalisme américain.

## Biographie
Tout en achevant sa formation artistique à la Pennsylvania Academy of the Fine Arts, il est un étudiant passionné d'anatomie, assistant à des conférences dans les écoles de médecine locales. Les médecins et professeurs de médecine de Philadelphie figurent en bonne place parmi les sujets de ses portraits.
Il est admis à l'École des beaux-arts de Paris dans les ateliers de Jean-Léon Gérôme, puis de Léon Bonnat de 1866 à 1868. Il séjourne quelque temps à Pont-Aven à l'instigation de Robert Wylie. 
Il voyage ensuite en Espagne avant de retourner aux États-Unis où il commence une brillante carrière de peintre réaliste.
Il est grand amateur de plein air, et surtout dans les années 1870, de retour d'Europe, alors que sa carrière ne fait que commencer, il peint de nombreux tableaux d'amis et de membres de sa famille à la chasse, à l'aviron, à la course de voiliers.
Il se procure en 1880 un appareil photographique équipé de plaques de verre, et l'utilise pour faire des portraits.

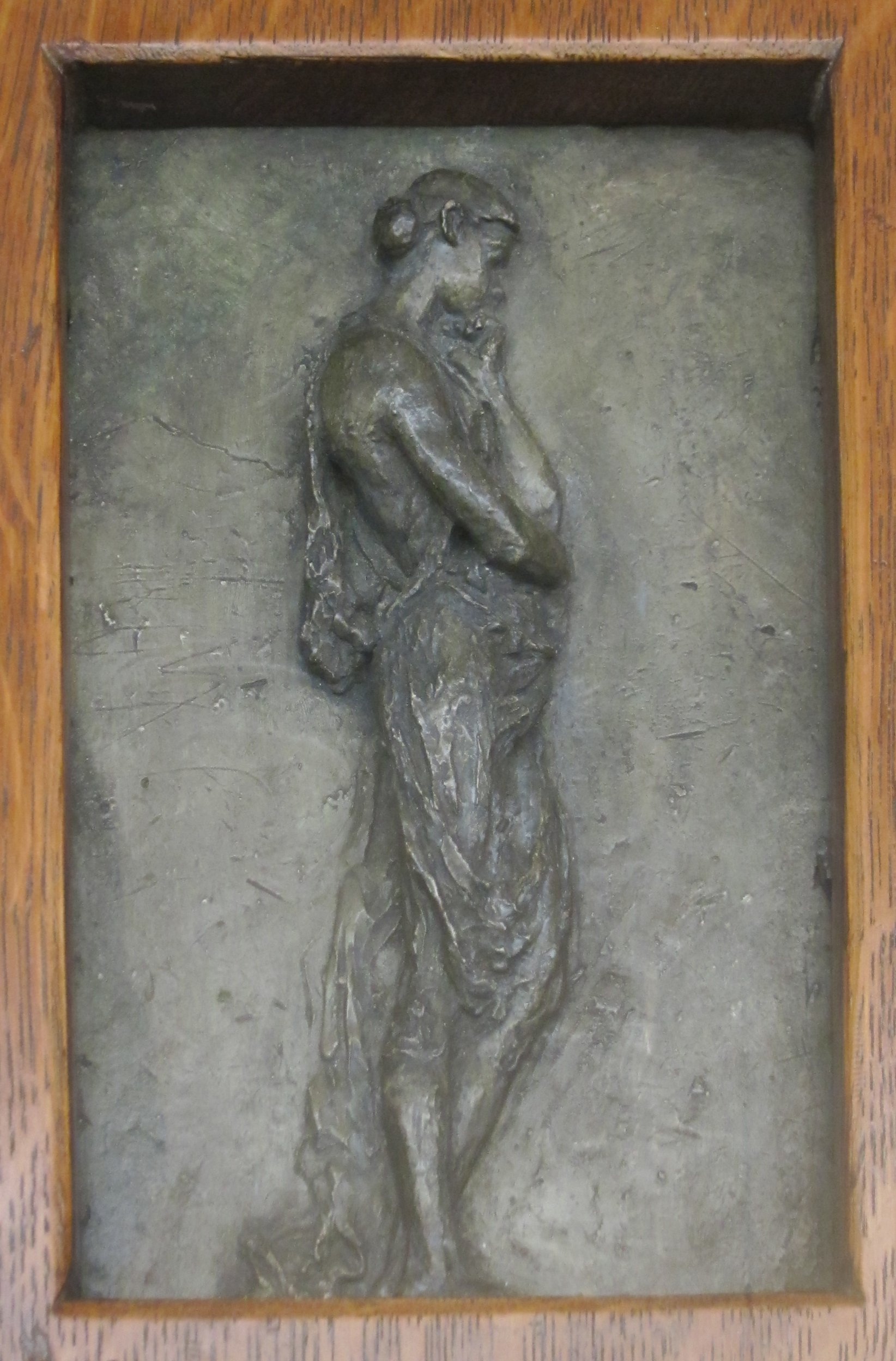
Un Arcadien, 1883, plâtre
Pennsylvania Academy of the Fine Arts.

En 1882, il devient professeur à la Pennsylvania Academy of the Fine Arts, une école d'art avant-gardiste où l'on enseigne notamment la photographie. Il a notamment pour élève Blanche Dillaye. Il a fait de l'étude du nu une partie intégrante de son enseignement et s'est inspiré des représentations classiques de l'Arcadie, une région de nature préservée où les hommes pouvaient se baigner et s'ébattre ensemble. Des accusations croissantes d'indécence liées à ses pratiques d'enseignement ont finalement contraint l'artiste à démissionner de son poste à l'académie et en 1886, il perd son poste de professeur à l'académie pour avoir admis un public féminin lors d'un cours d'anatomie d'après modèle masculin.
Sa démission forcée de l'Académie a provoqué un changement marqué dans son travail. Lorsqu'il a recommencé à peindre, après une période de dépression de deux ans, il s'est concentré sur les études de portrait pénétrantes qui constitueront la majorité de son travail jusqu'à sa mort.

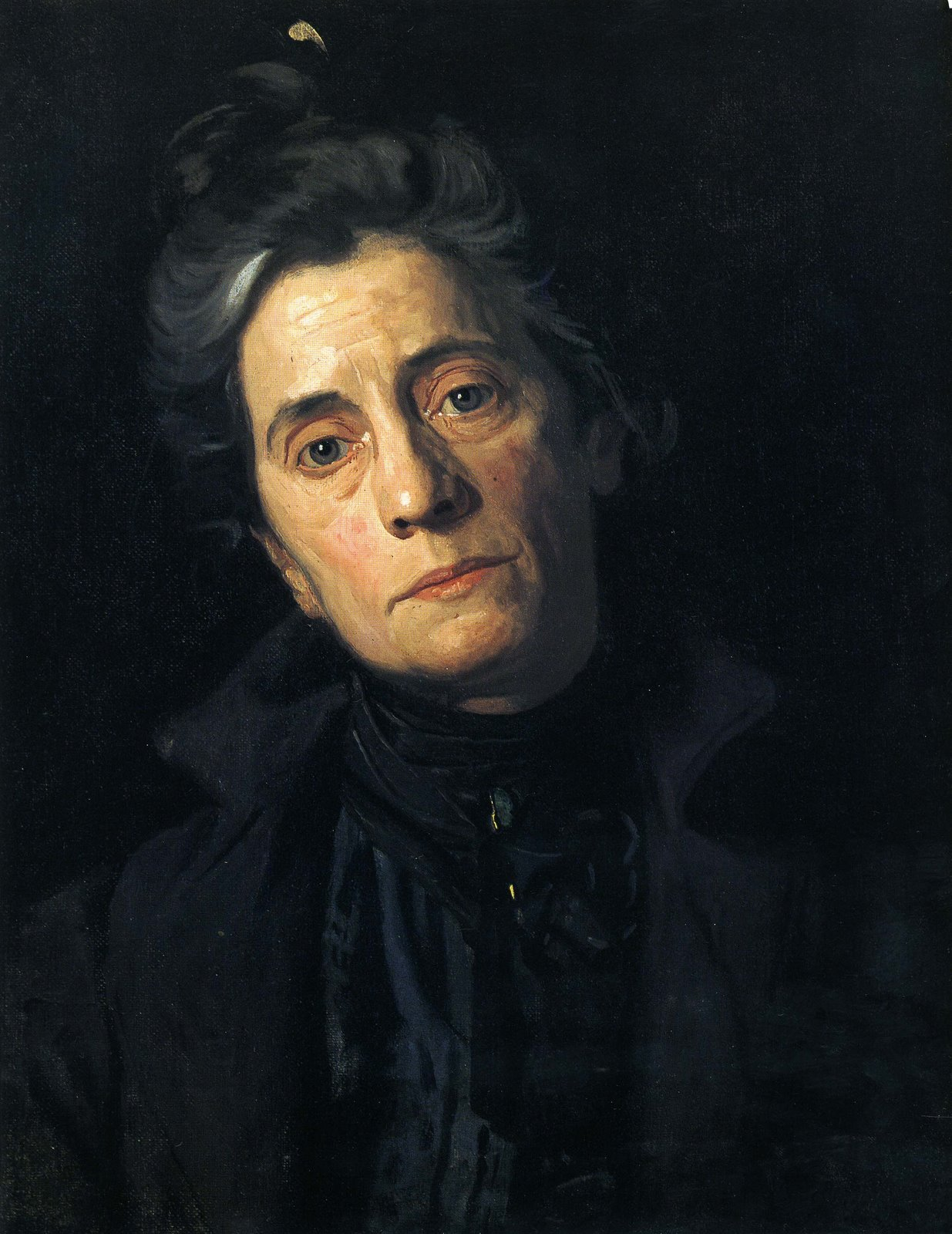
Portrait de Mrs. Thomas Eakins, vers 1899
Hirshhorn Museum, Washington

Il aimait la musique et peignait souvent des répétitions, des comédies musicales à domicile et des concerts professionnels. Sa procédure laborieuse pour représenter exactement l'acte de chanter dans le tableau La Chanteuse de concert (1890-1892) a été décrite par Weda Cook, l'interprète représentée. Eakins lui faisait chanter à plusieurs reprises la même phrase - d'une composition de Felix Mendelssohn - alors qu'il regardait l'action de sa bouche et de sa gorge.
Il fonde la Philadelphia Art Students League en 1887. Douglass Morgan Hall, fils d'un ophtalmologiste de Philadelphie, qui avait étudié à la Pennsylvania Academy of the Fine Arts en 1885-1886 y suit Eakins et restera jusqu'en 1890.
Son épouse est Susan Macdowell Eakins (en) (1851-1938), peintre également, ainsi que sa belle-sœur Elizabeth Macdowell (1858–1953) a étudié à la Pennsylvania Academy of the Fine Arts de Philadelphie. Elisabeth a exposé professionnellement et beaucoup voyagé. Elle a épousé en 1889, Louis N. Kenton (1865–1947), modèle du Penseur. Son mariage avec Kenton a été orageux et apparemment bref.
Il est enterré au cimetière de Woodlands à Philadelphie(p46).

## Œuvre
Dans les années 1870, il commence une série de représentations du sport de la godille, un sujet pour lequel il est uniquement identifié. Le Vainqueur est la première œuvre majeure de cette série de peintures et d'aquarelles. On pense qu'il commémore la victoire de Max Schmitt (1843-1900), avocat et rameur amateur qualifié, lors d'une importante course sur la rivière Schuylkill en octobre 1870. Également passionné de rameur, Eakins s'est représenté tirant les avirons d'un godille dans le demi-fond.
Il a créé La Gross Clinic spécifiquement pour l'exposition du centenaire de Philadelphie en 1876. Ce tableau est reconnue comme l'une des plus grandes peintures américaines jamais réalisées. Pourtant le projet de l'artiste de se promouvoir et de promouvoir la ville de Philadelphie a échoué lorsque le jury d'art de la foire a rejeté ce tableau, jugeant peut-être le sujet trop sanglant et brutal pour être exposé dans le bâtiment d'art. Un critique d'art du Philadelphia Evening Telegraph  du 16 juin 1876, remarque qu'"Il n'y a rien d'aussi beau dans la section américaine du département d'art de l'exposition et qu'il est dommage que la délicatesse du comité de sélection ait obligé l'artiste à trouver une place dans le bâtiment de l'hôpital des États-Unis.
Amoureux de la vérité optique, il s'intéresse à la photographie, et a utilisé des études de perspective et de la photographie dans la planification de ses huiles et aquarelles. Cet interêt a alimenté une collaboration et une amitié de dix ans avec Rogers, un ingénieur civil. Pour son tableau A May Morning in the Park (The Fairman Rogers Four-in-Hand), il a utilisé les nouvelles informations scientifiques sur la locomotion des chevaux qui avaient été capturées photographiquement par Eadweard Muybridge (anglais, 1830-1904) tout en décrivant la vitesse de rotation relative des roues plus grandes et plus petites pour créer un hymne visuel aux sciences.

Eakins et l'optique
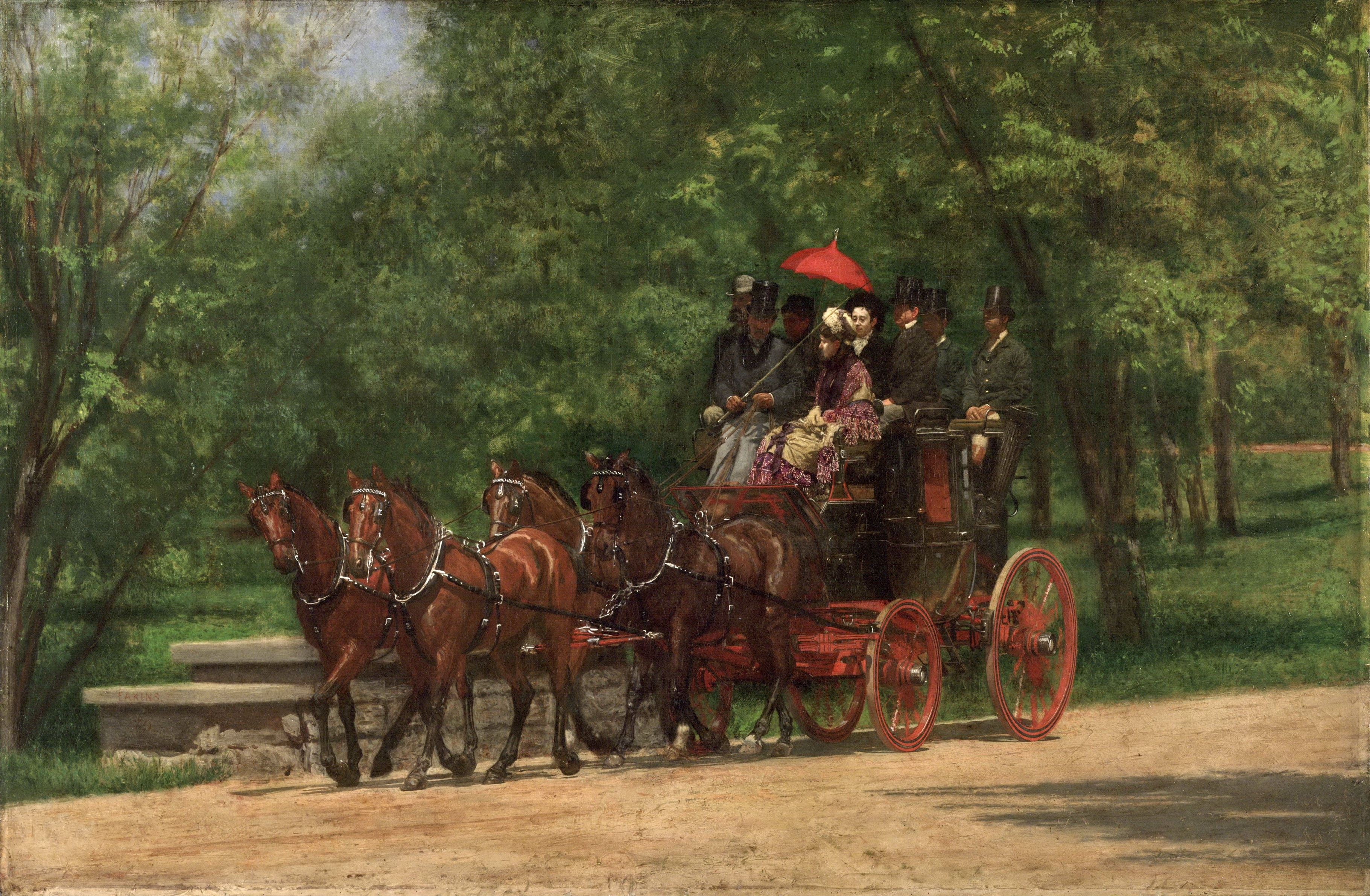
The Fairman Rogers Four-in-Hand, 1879-1880 Philadelphia Museum of Art
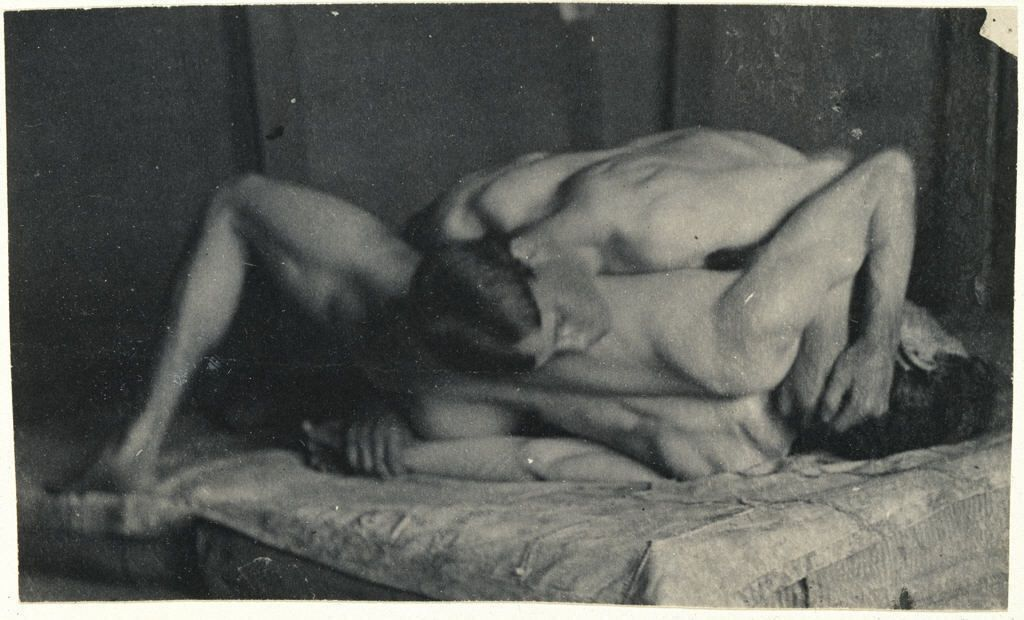
Étude photographique pour Les Lutteurs, vers 1895
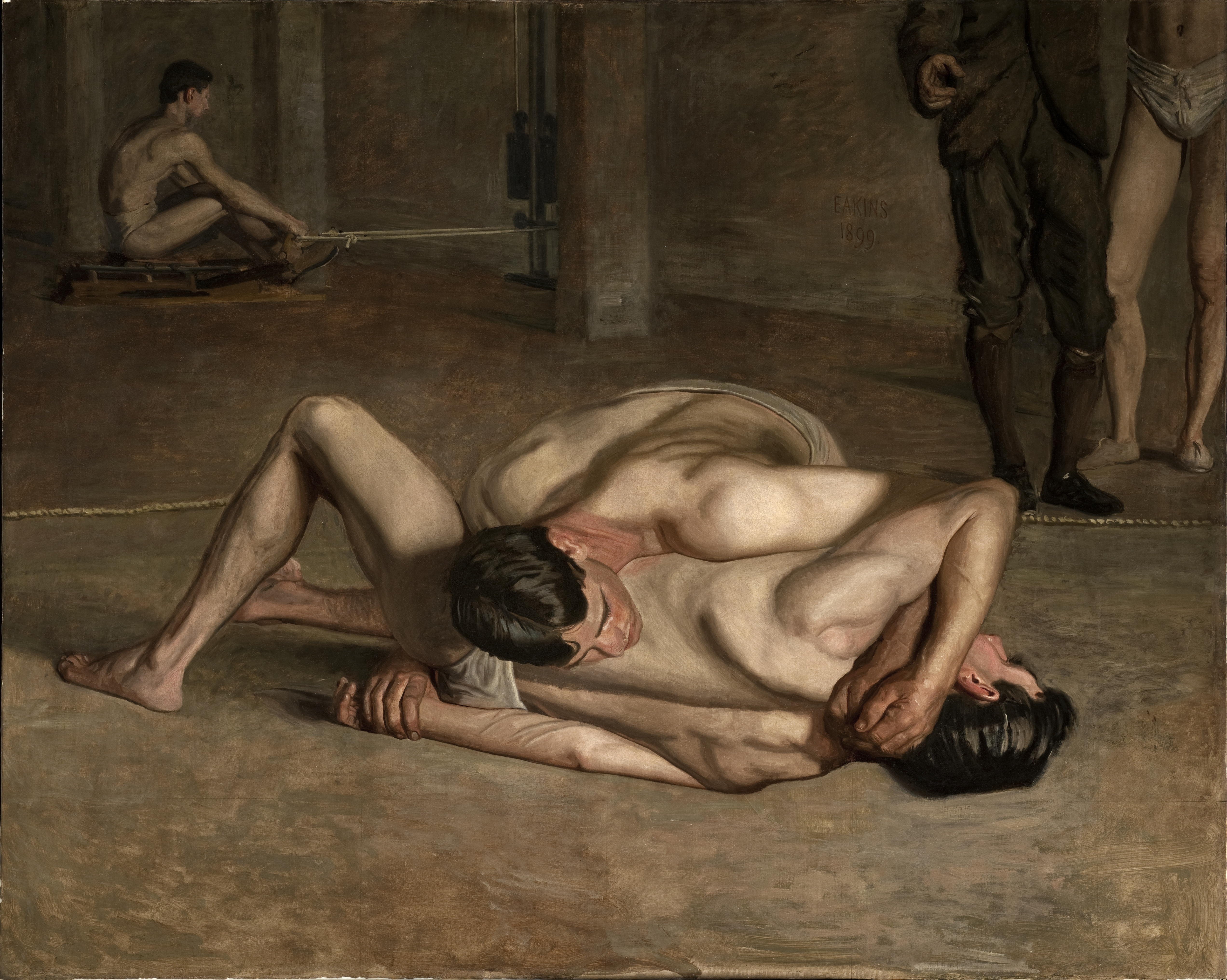
Les Lutteurs, 1899 musée d'art du comté de Los Angeles

Dans son enseignement à la Pennsylvania Academy of the Fine Arts à partir de 1882, il s'intéresse non seulement aux nus mais aux analyses scientifiques des corps en mouvement. Dans son œuvre, The Swimming (La Baignade), la disposition de ses nageurs suggère le mouvement séquentiel d'une seule figure. Parce que les sujets de cette peinture étaient identifiables comme l'artiste et ses élèves (Eakins est à droite nageant vers son chien, Harry), les réactions négatives au sujet de l'œuvre ont éclipsé ses intentions artistiques. 
Dans ses dernières années, Thomas Eakins s'est de plus en plus tourné vers le portrait et la plupart de ses modèles étaient des amis et des personnes qu'il admirait. Les commissions étaient rares. Le portrait de l'enseignant et critique Leslie W. Miller (1848-1931), directeur de l'École d'art industriel de Philadelphie (aujourd'hui l'Université des arts), a été extrêmement bien accueilli et exposé fréquemment après son achèvement. Miller s'est senti honoré par le tableau - Eakins le lui a donné - mais il s'est opposé à l'ordinaire des vêtements, qu'Eakins lui demandait de porter. À propos d'une telle simplicité, il a écrit : « Mais tout cela fait partie de la marque Eakins et bien sûr, cela ne peut être épargné. Il était l'un des grands et j'apprécie beaucoup l'image ».
- Le Vainqueur dans son aviron, 1871, huile sur toile, 82 × 117,5 cm, Metropolitan Museum of Art, New York[10]
- La Course des frères Biglin, 1872, huile sur toile, 61,2 × 91,6 cm, National Gallery of Art, Washington[16]
- Starting out after Rail, 1874, huile sur canevas monté sur Isorel, 61,59 × 50,48 cm, musée des beaux-arts de Boston[2]
- La Clinique du Dr Gross, 1875, huile sur toile, 244,018 × 198,272 cm, Philadelphia Museum of Art[11]
- Les Joueurs d'échecs, 1876, huile sur toile, 29.8 cm × 42,6 cm, Metropolitan Museum of Art, New York[17]
- La Femme de l'artiste et son setter, huile sur toile, vers 1884-1889, Metropolitan Museum of Art, New York.
- The Swimming Hole, 1885, huile sur toile, 70 × 92 cm, musée Amon Carter, Fort Worth[5]
- Le Vétéran (Portrait de Georges Reynold), vers 1885, huile sur toile, Yale University Art Gallery, New Haven, Connecticut[18]
- Portrait de Douglass Morgan Hall, vers 1888, huile sur toile, 61 × 50,8 cm, Philadelphia Museum of Art[7]
- Clara, vers 1890, huile sur toile, 61 × 51 cm, musée d'Orsay[19]
- La Chanteuse de concert, 1890-1892, huile sur toile, 190,957 × 137,897 cm, Philadelphia Museum of Art[6]
- Portrait d'Amelia van Buren, vers 1891, huile sur toile, 114 cm × 81 cm, The Phillips Collection, Washington[20]
- Portrait de Maud Cook, vers 1895, huile sur toile, 61 cm × 50,8 cm, Yale University Art Gallery, New Haven[14]
- Le Pianiste (Stanley Addicks), 1896, huile sur toile, 59,7 × 50,2 cm, musée d'art d'Indianapolis[21]
- Les Lutteurs, 1899, huile sur toile, 122,87 × 152,4 cm, musée d'art du comté de Los Angeles[22]
- Portrait de Mrs. Thomas Eakins, vers 1899, huile sur toile, 40,95 × 51,12 cm, Hirshhorn Museum and Sculpture Garden, Washington[23],[24].
- Le Penseur : Portrait de Louis N. Kenton, 1900, huile sur toile, 208,3 cm × 106,7 cm, Metropolitan Museum of Art, New York[8]
- Portrait de Leslie W. Miller, 1901, huile sur toile, huile sur toile, 223,8 cm × 111,8 cm, Philadelphia Museum of Art[15]
- Portrait de Francesco Romano, 1904, huile sur toile, 51,4 cm × 41,3 cm, collection privée, Vente Sotheby's 2012[25]

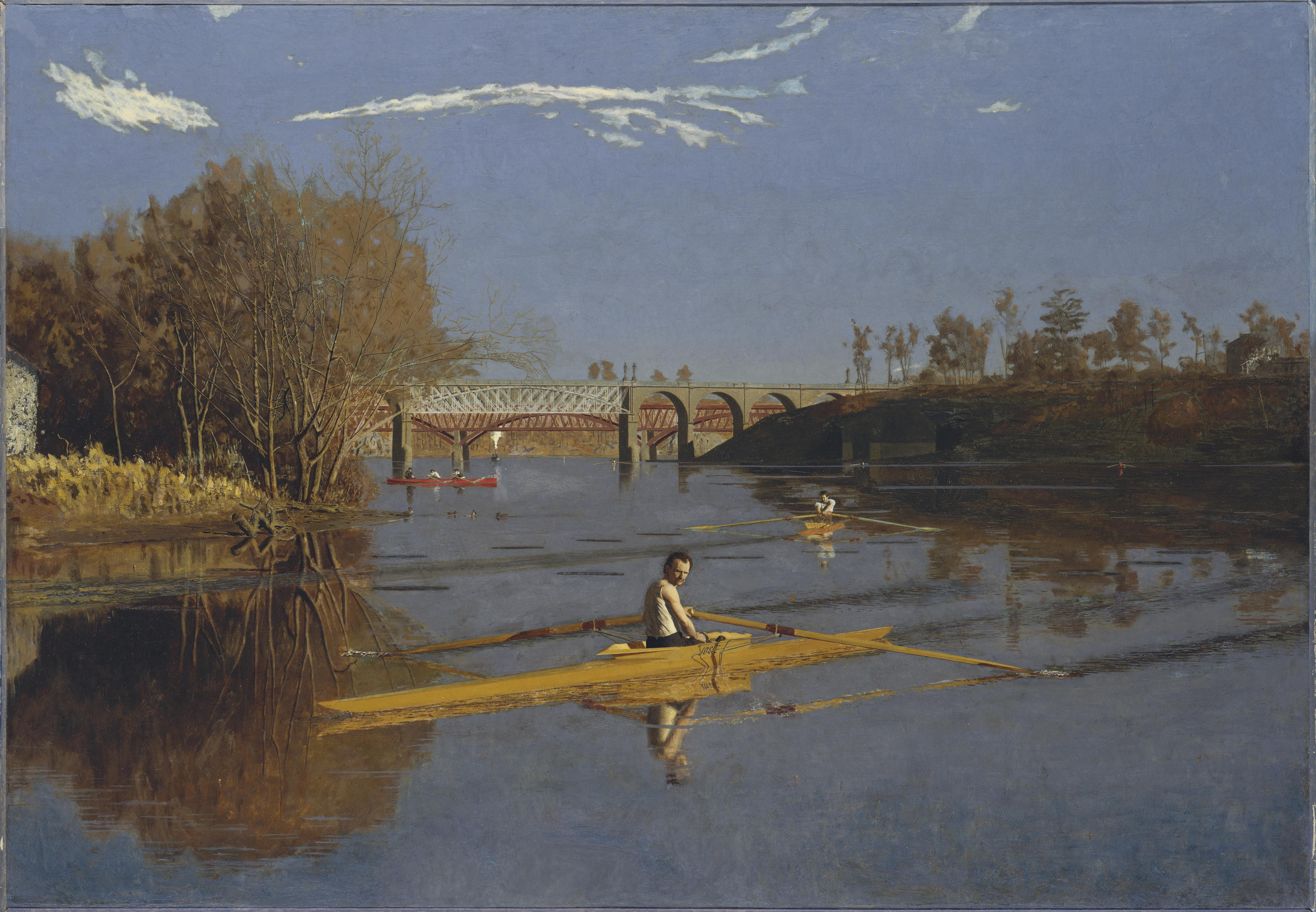
Le Vainqueur dans son skiff, 1871 Metropolitan Museum of Art, New York
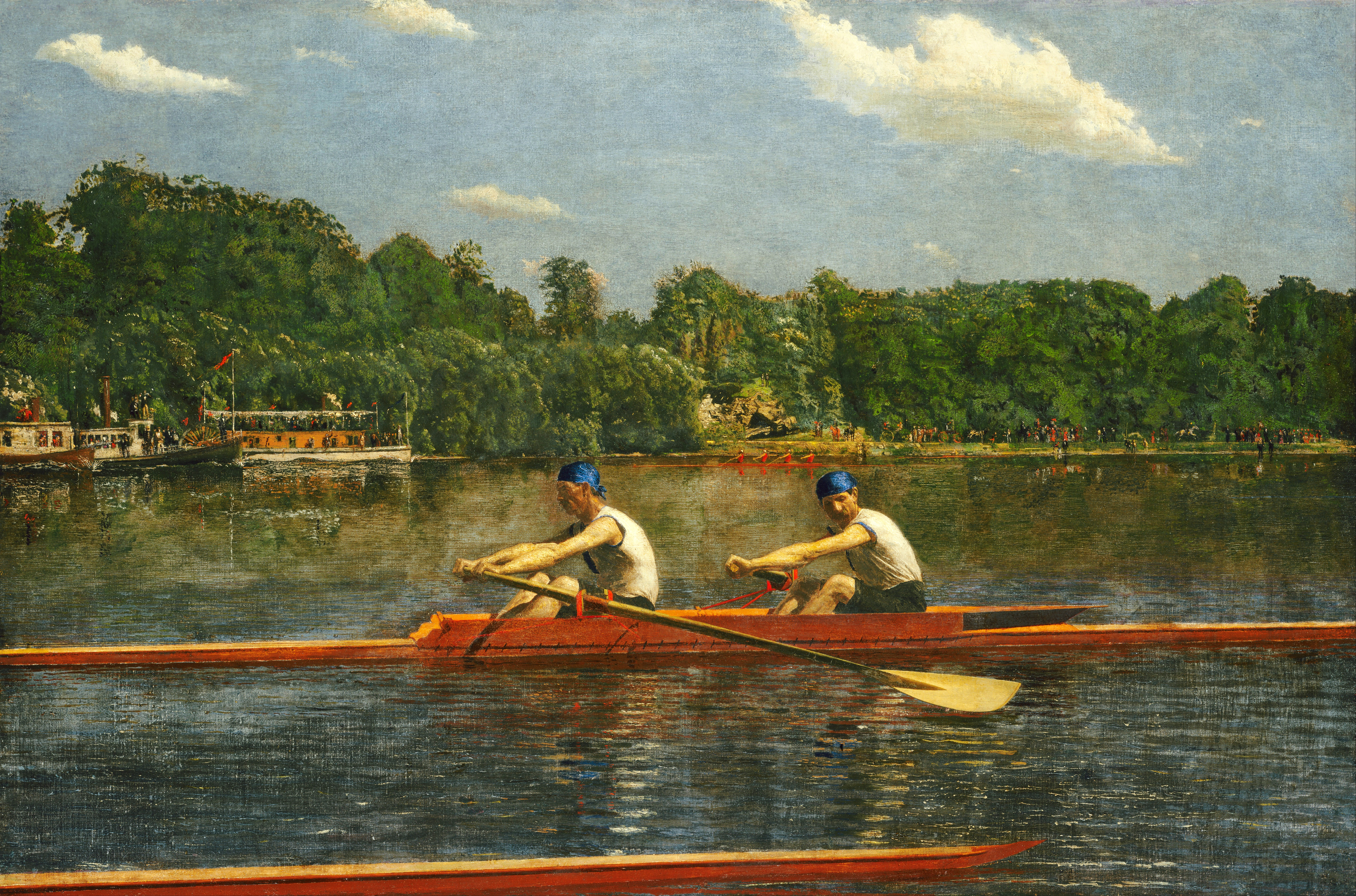
La Course des frères Biglin, 1872 National Gallery of Art, Washington
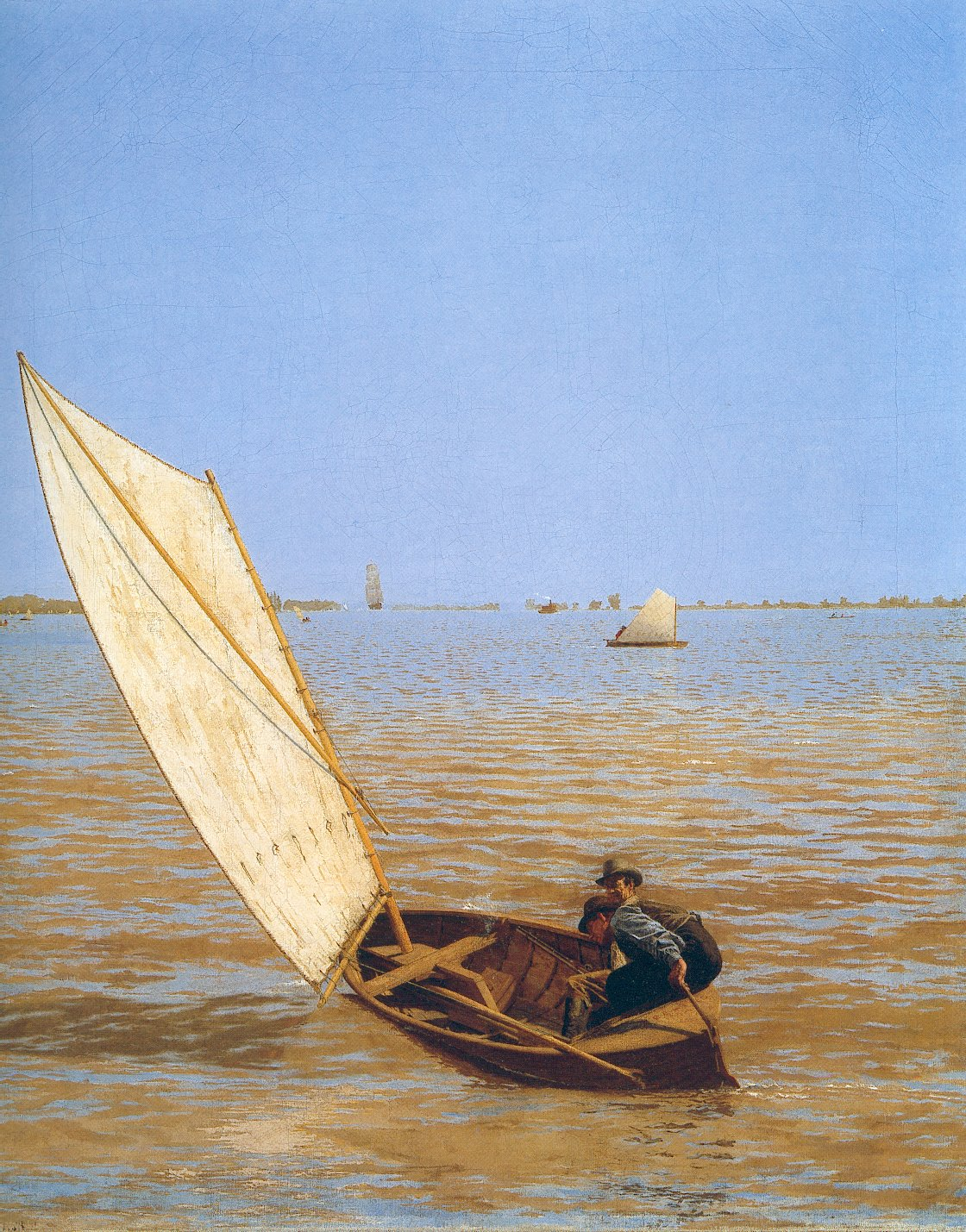
Starting out after Rail, 1874 musée des beaux-arts de Boston
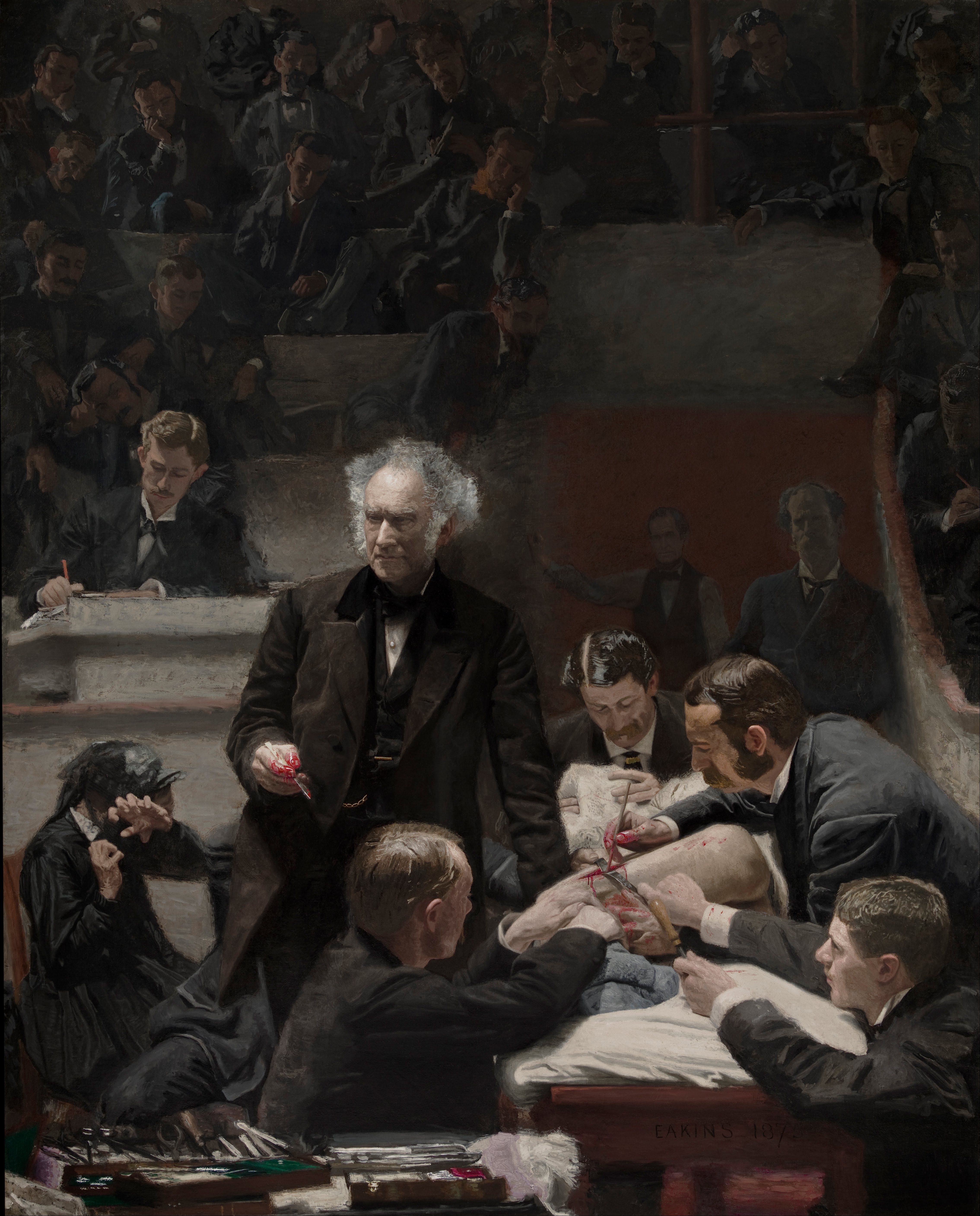
La Clinique du Dr Gross, 1875 Philadelphia Museum of Art
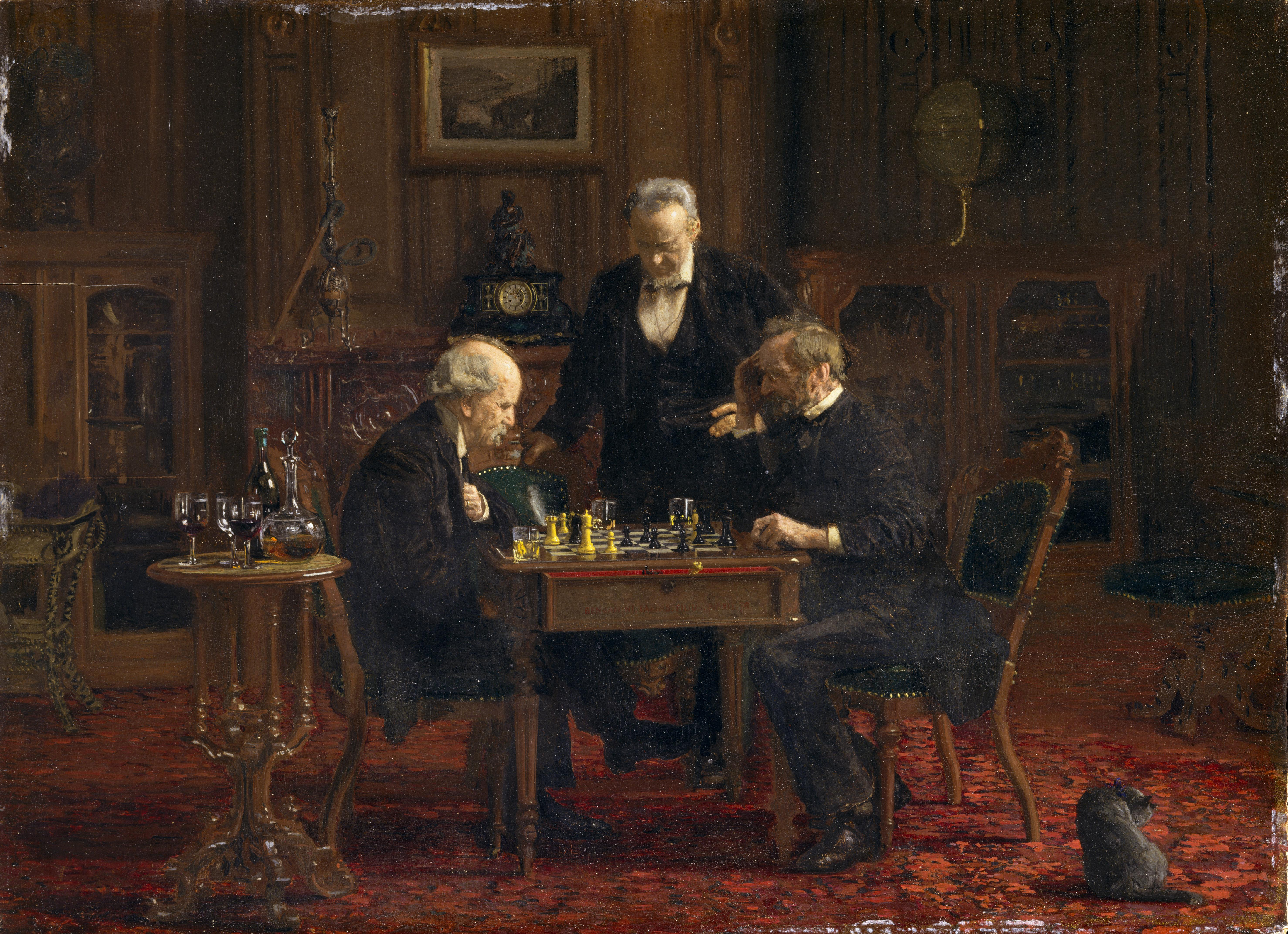
Les Joueurs d'échecs, 1876 Metropolitan Museum of Art
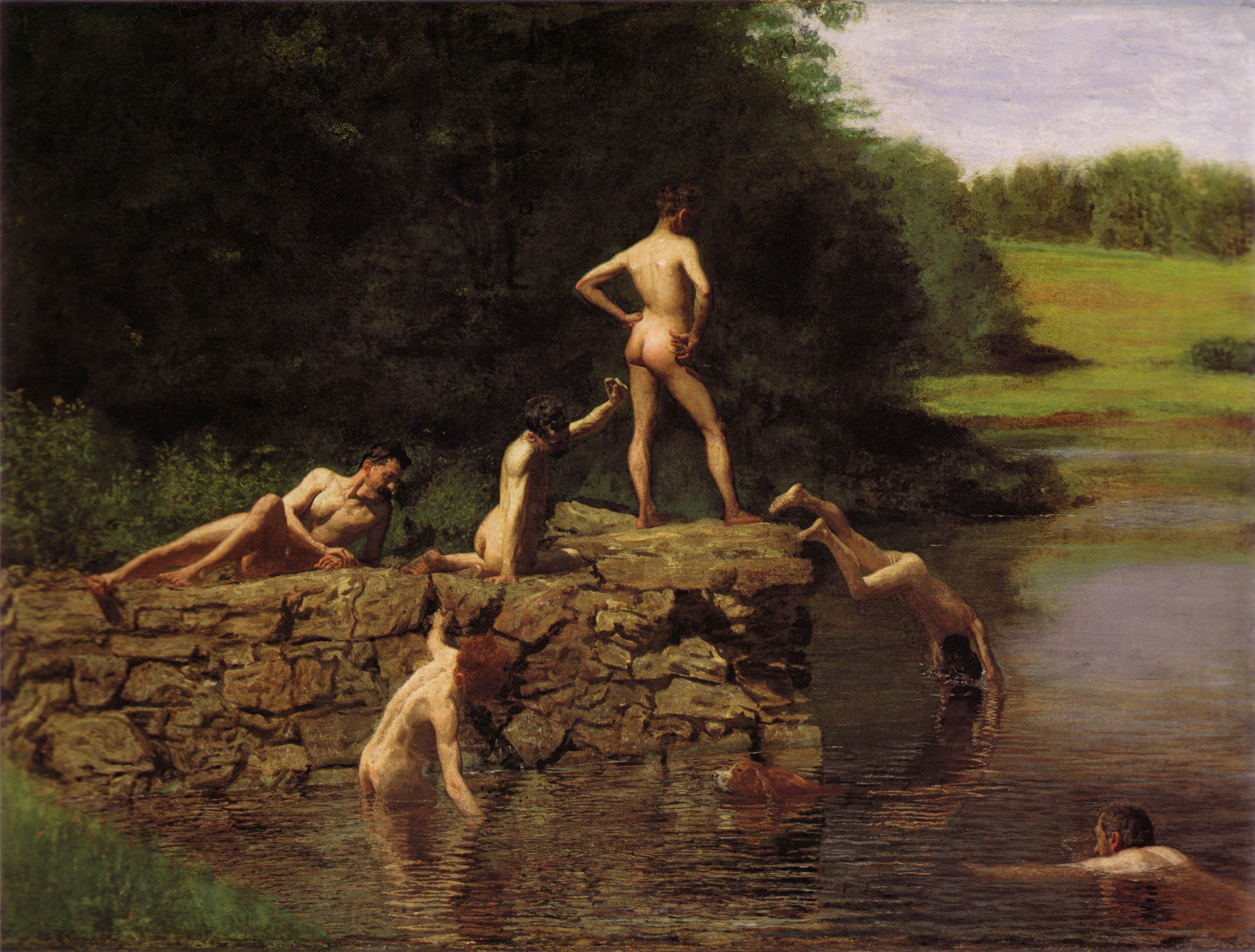
The Swimming Hole, 1885 musée Amon Carter, Fort Worth
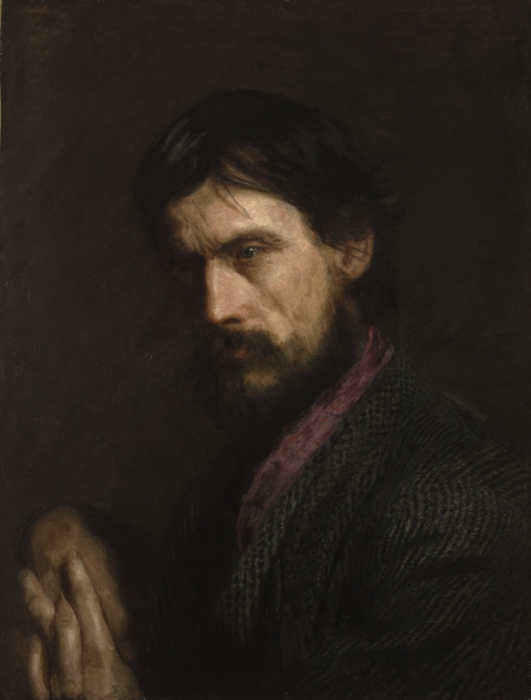
Le Vétéran (Portrait de Georges Reynold), vers 1885 Yale University Art Gallery, New Haven
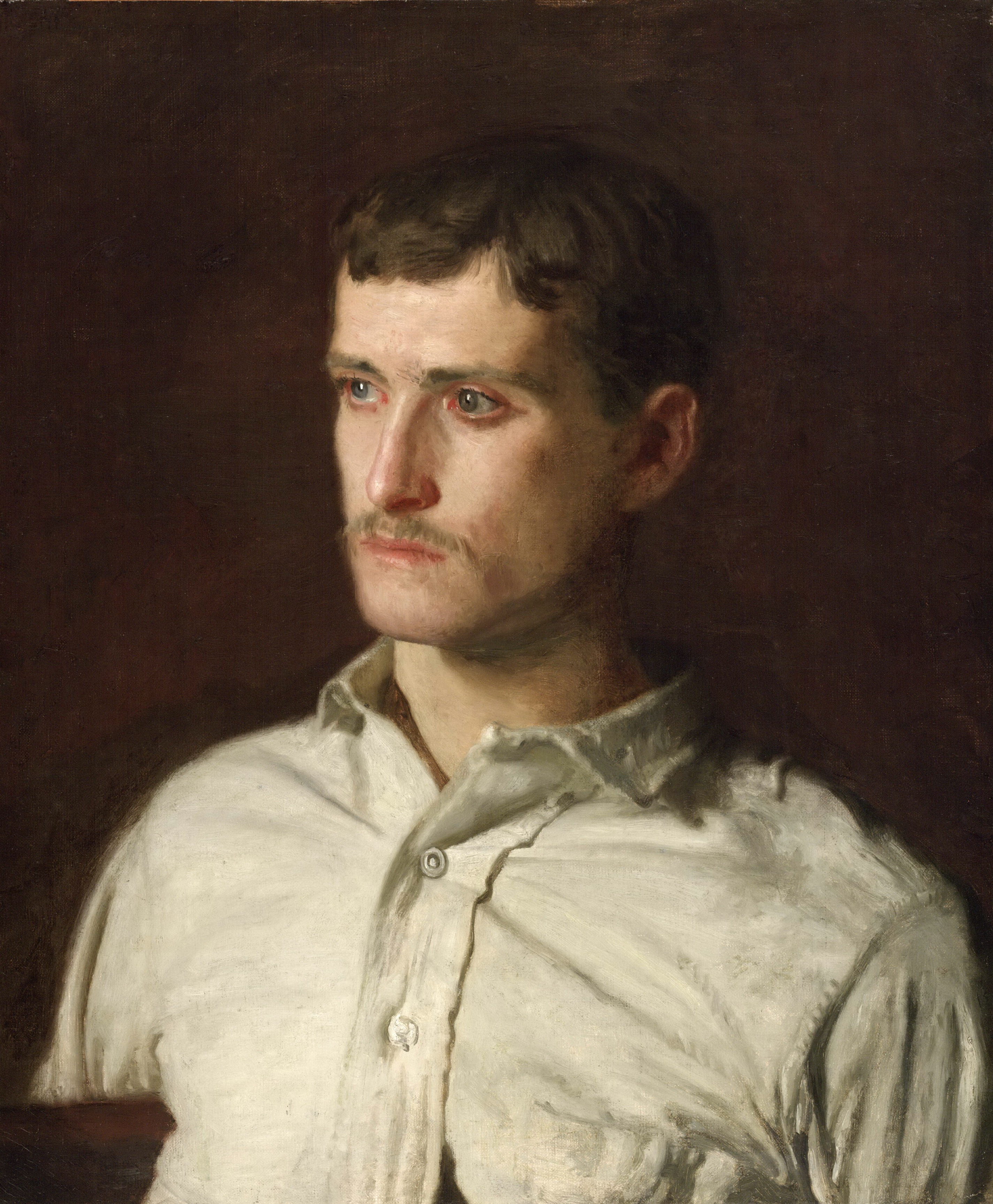
Portrait de Douglass Morgan Hall, vers 1888 Philadelphia Museum of Art
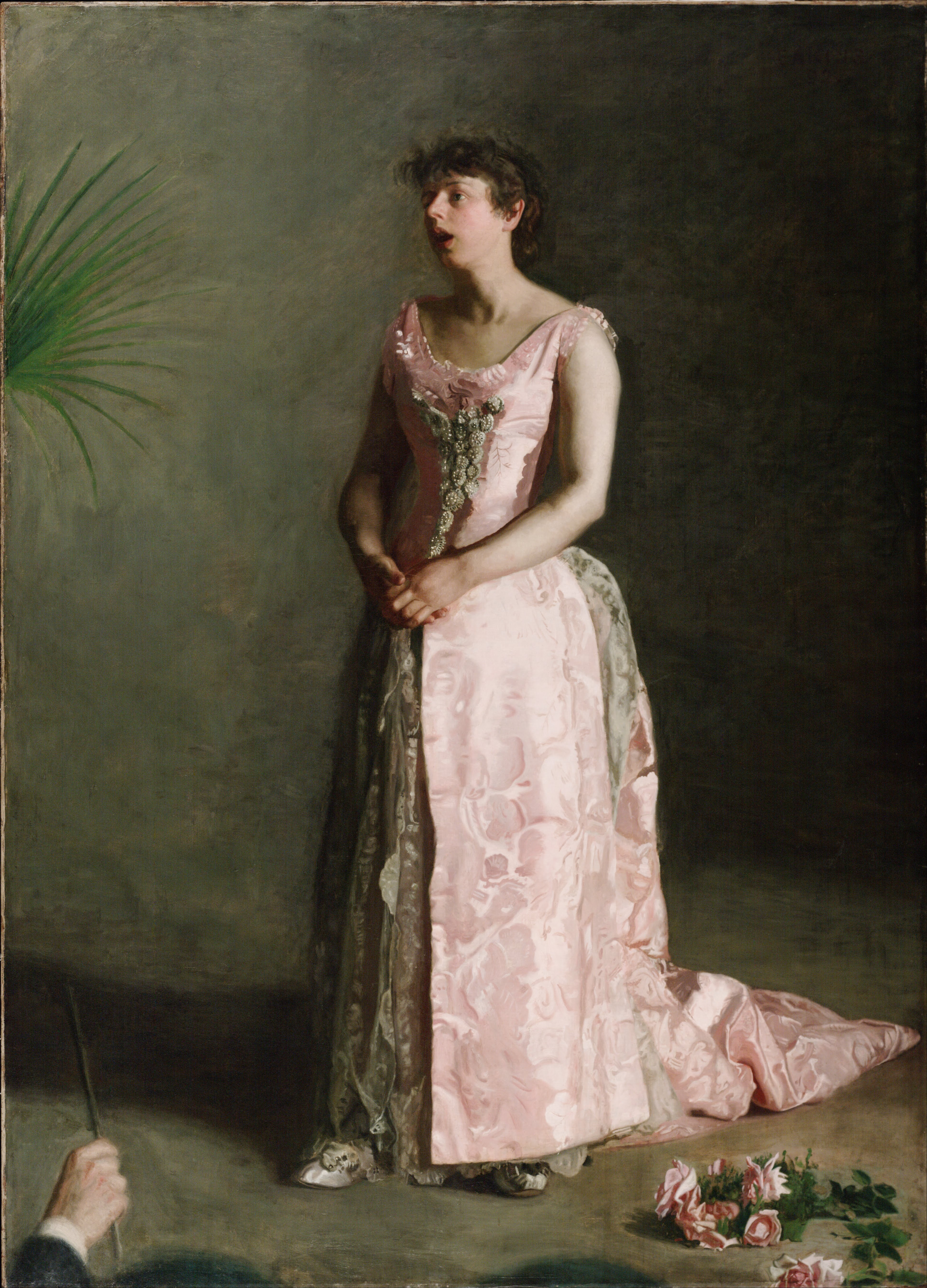
La Chanteuse de concert, 1890-1892 Philadelphia Museum of Art
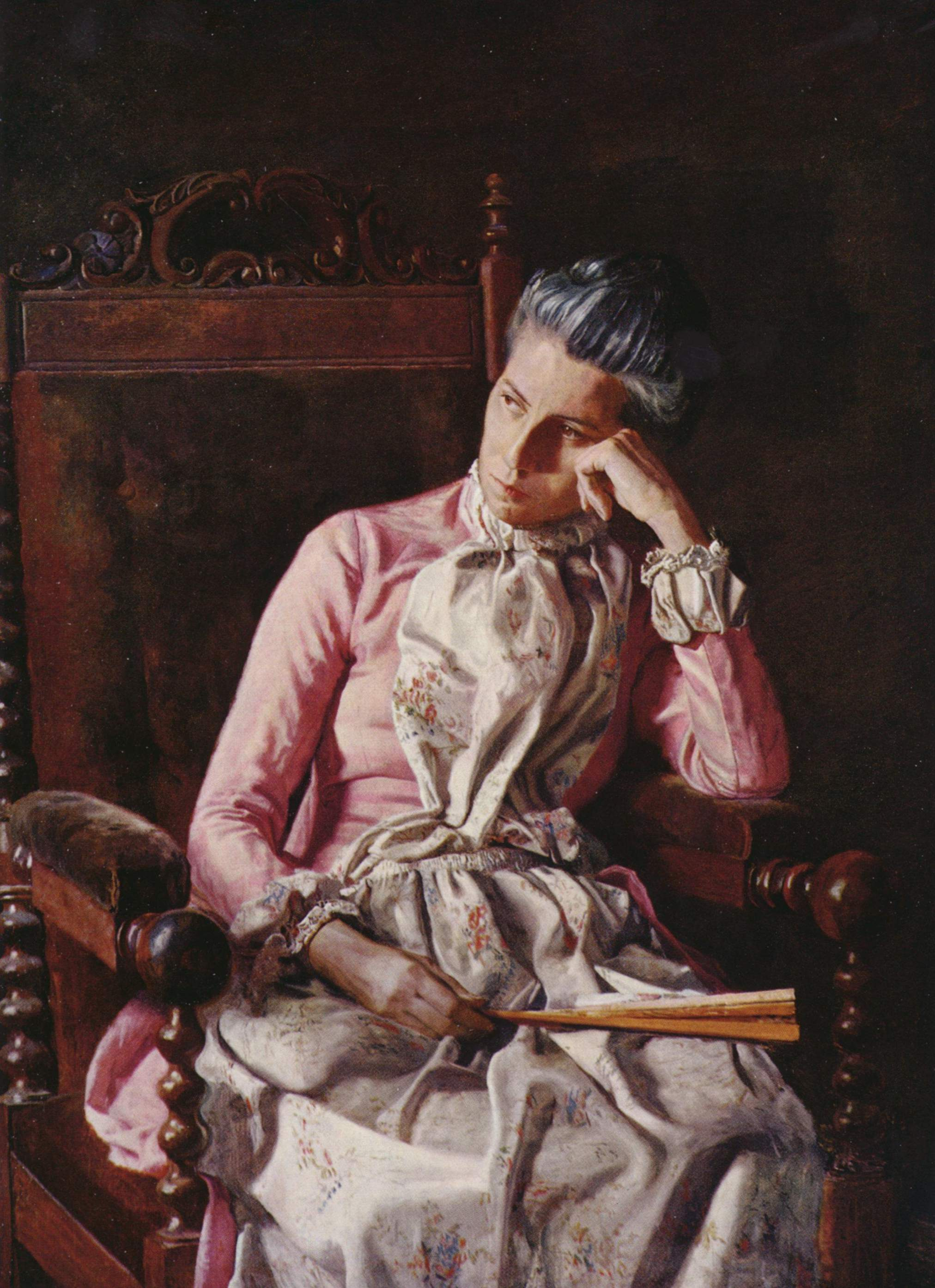
Portrait d'Amelia van Buren, vers 1891 The Phillips Collection,
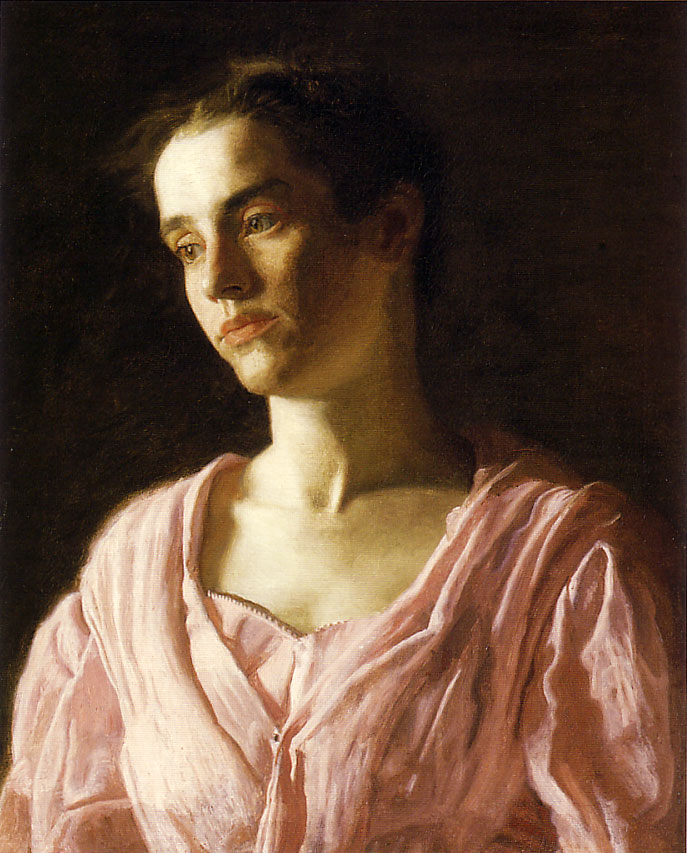
Portrait de Maud Cook, vers 1895 Yale University Art Gallery, New Haven
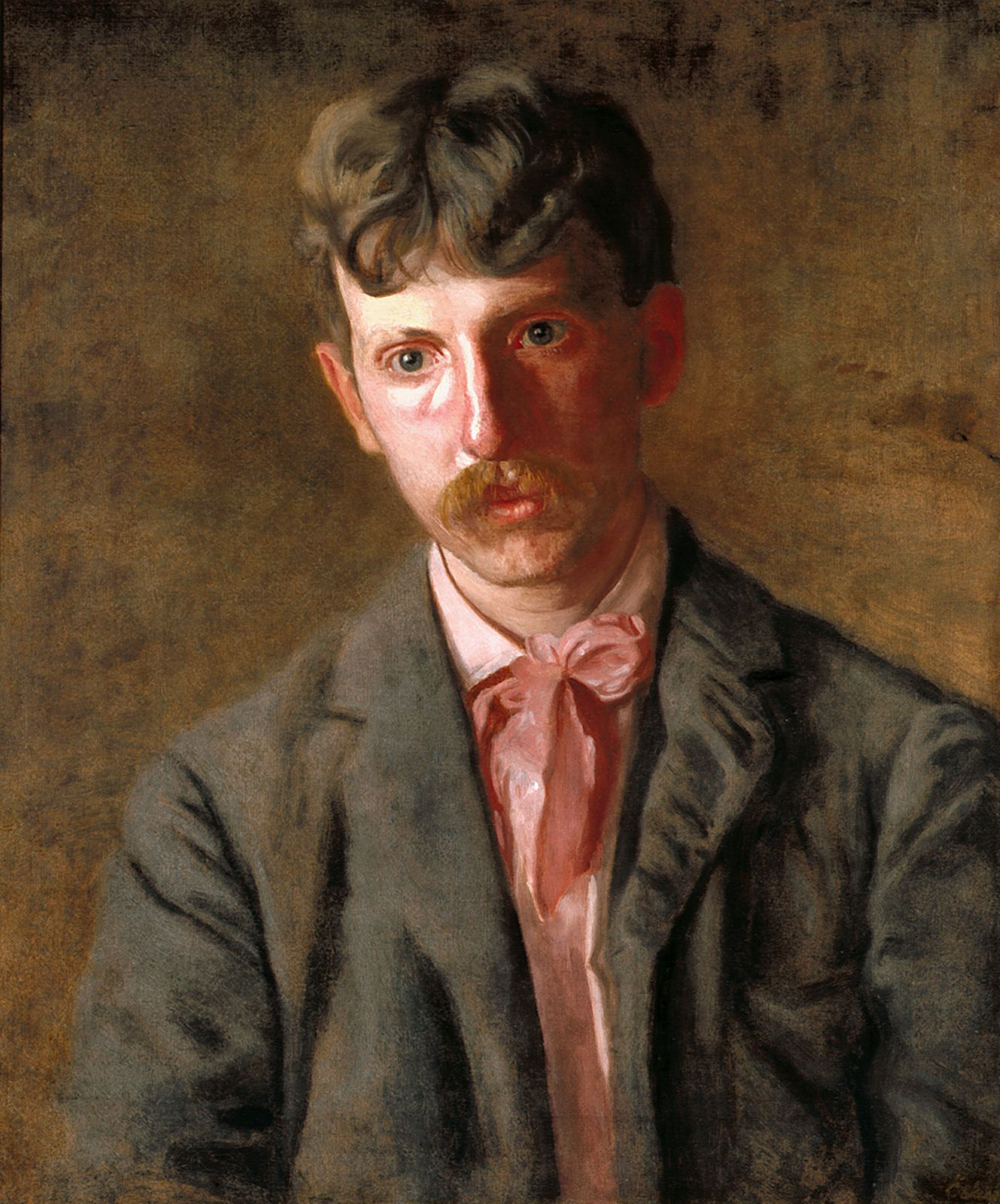
Le Pianiste (Stanley Addicks), 1896 musée d'art d'Indianapolis
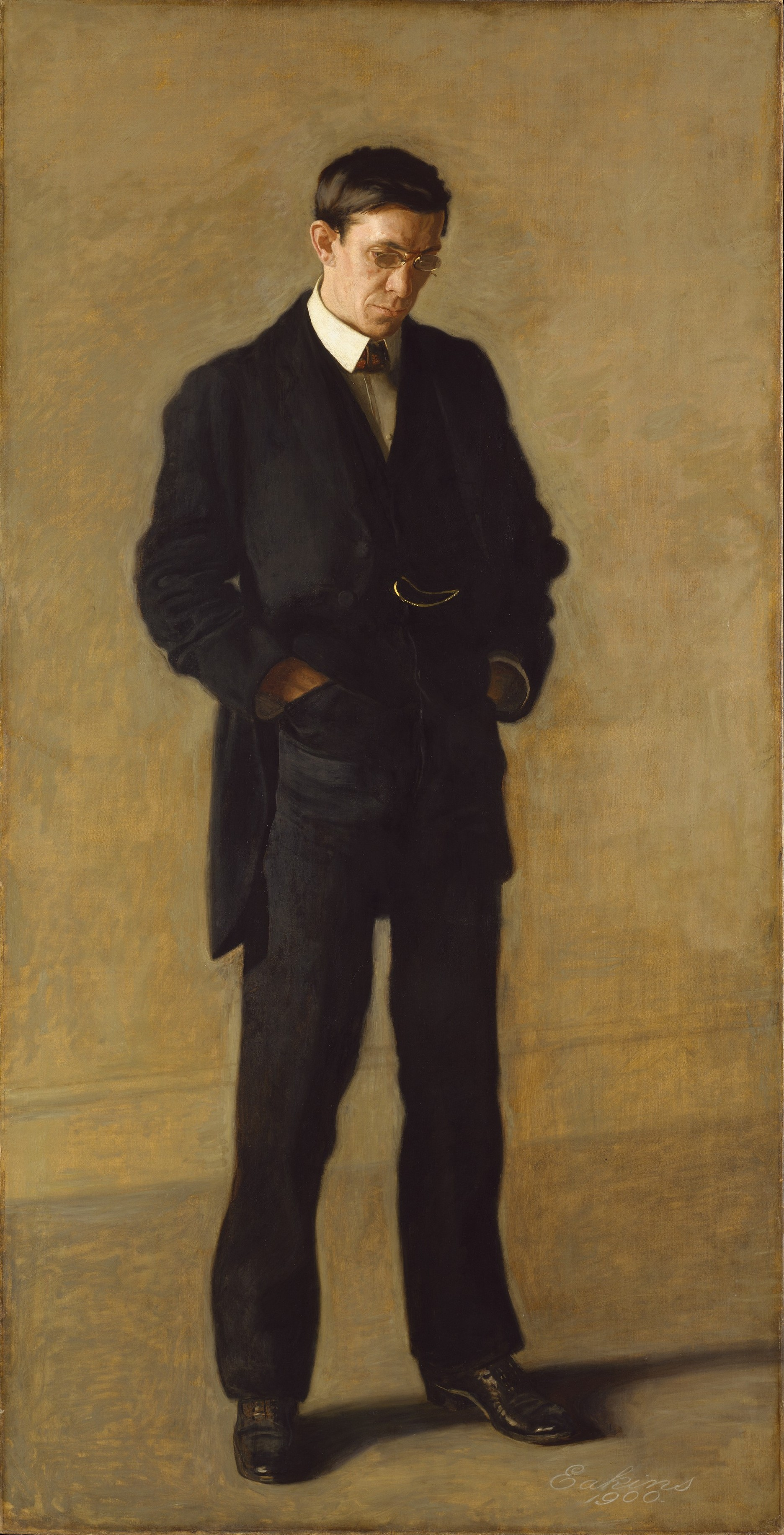
Le Penseur : Portrait de Louis N. Kenton, 1900 Metropolitan Museum of Art
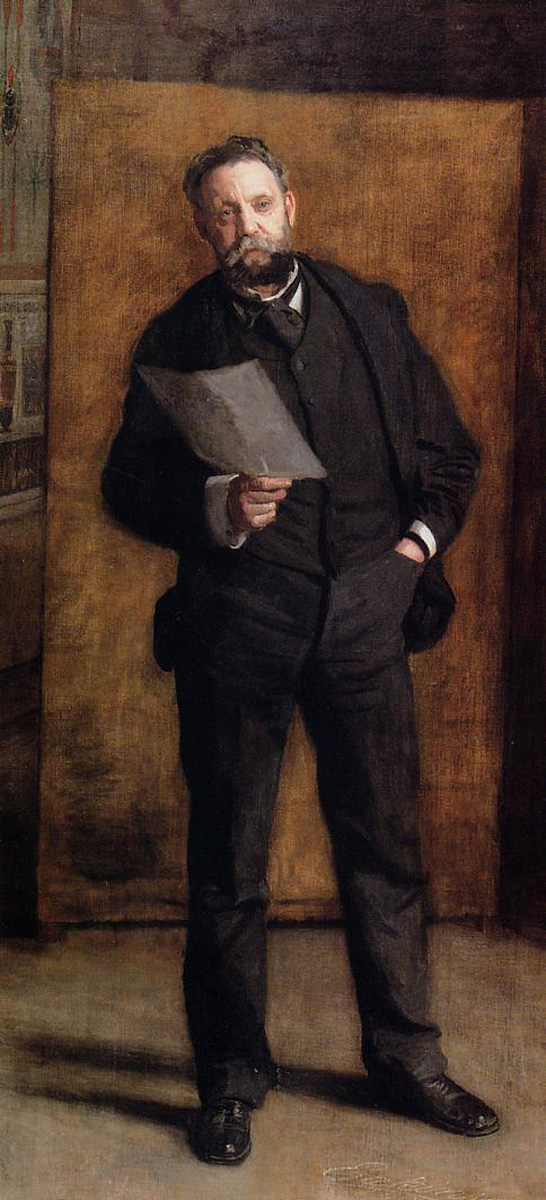
Portrait de Leslie W. Miller, 1901 Philadelphia Museum of Art
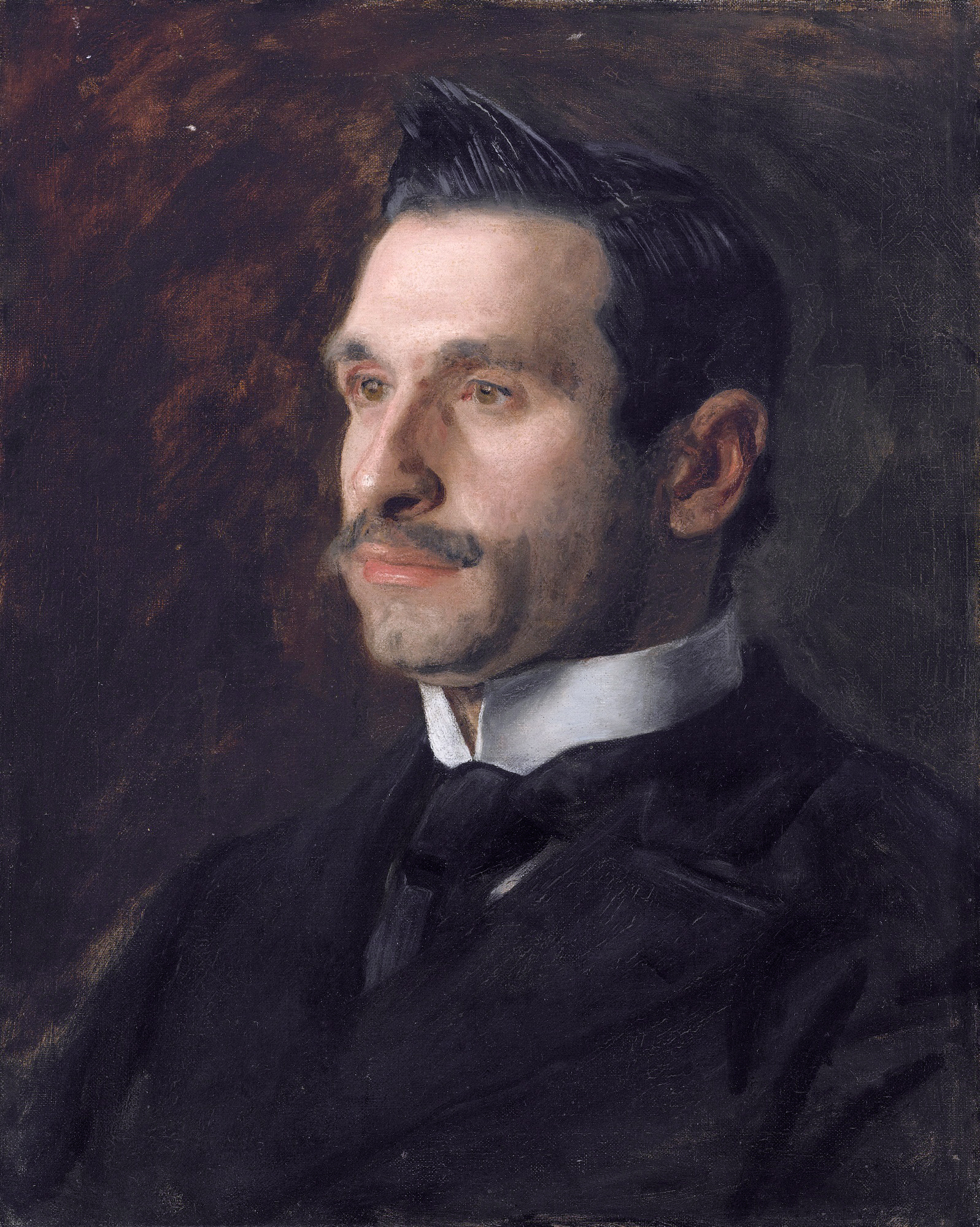
Portrait de Francesco Romano, 1904 collection privée

## Élèves
- Florence Esté
- Albert Dakin Gihon

## Expositions
- 29 mai - 1er août 1982 : Thomas Eakins : artist of Philadelphia, Philadelphia Museum of Art, Philadelphie[26]

puis 22 septembre - 28 novembre 1982 : Museum of Fine Arts, Boston
- 23 juin - 29 septembre 1996 : Thomas Eakins : the rowing pictures, National Gallery of Art, Washington[27]

puis 11 octobre 1996 - 14 janvier 1997 : Yale University Art Gallery, New Haven ; 19 février - 15 mai 1997, Cleveland Museum of Art, Cleveland.
- 4 octobre 2001 - 6 janvier 2002 : Thomas Eakins, Philadelphia Museum of Art, Philadelphie

puis 5 février - 12 mai 2002 : Thomas Eakins, 1844-1916 : un réaliste américain, Musée d'Orsay, Paris ; 18 juin - 15 septembre 2002, Metropolitan Museum of Art (MoMA) New York.